# Rèvè ta stog'nè Dnipr chyrokyï

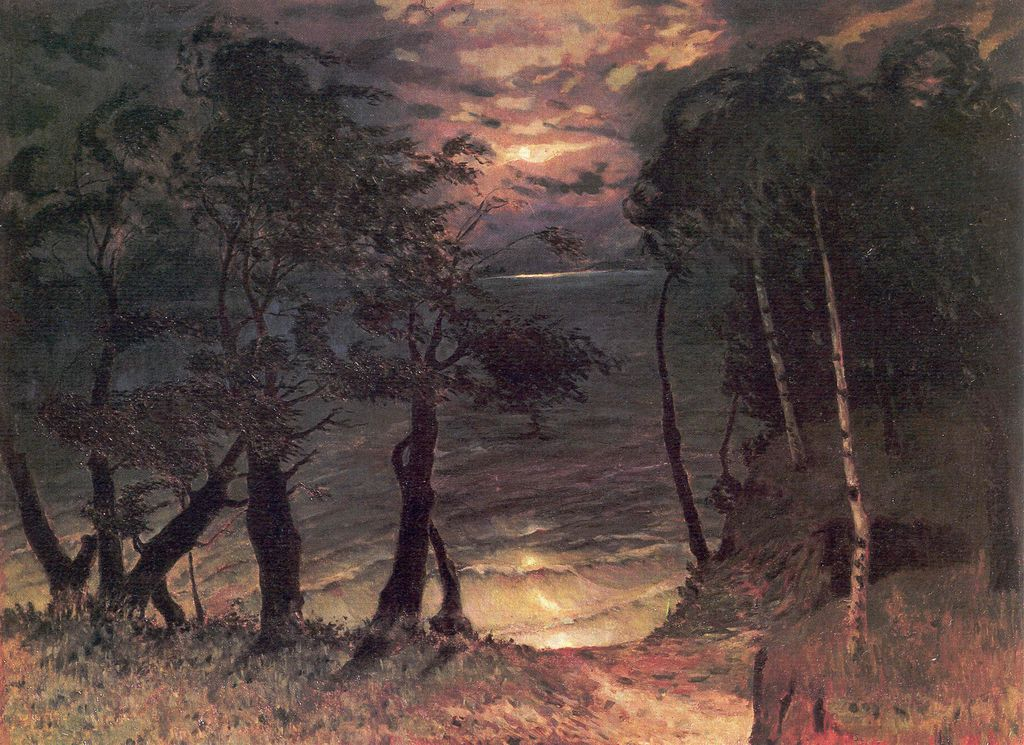
Évocation du poème par Mykola Bouratchek, 1941

Rèvè ta stog'nè Dnipr chyrokyï (« Rugit, gémit le vaste Dniepr » ; en ukrainien : Реве́ та сто́гне Дніпр широ́кий) est une chanson traditionnelle ukrainenne d'origine littéraire. L'auteur du texte est le poète national ukrainien Taras Chevtchenko : la chanson constitue le début de la ballade intitulée Prytchynna (« la cause, l'origine »). Elle décrit un paysage romantique : les rives du Dniepr dans la tempête, et la nature alentour avant l'aube. La mélodie de la chanson a constitué pendant la Seconde Guerre mondiale l'indicatif de la radio ukrainienne Dnipro, et de nos jours, elle est celui du premier programme radio national et du service international Radio Ukraine.

## Historique
Chevtchenko a écrit cette ballade vers 1837 à Saint-Pétersbourg ; c'est une de ses premières œuvres. La datation se base sur le témoignage autobiographique de l'auteur, sur un rapport d'interrogatoire de la Fraternité Saints-Cyrille-et-Méthode (un cercle politique clandestin ukrainien dont Chevtchenko a été membre), au cours duquel celui-ci a déclaré avoir commencé à écrire de la poésie en 1837, ainsi que sur une lettre de Yevhen Hrebinka à Hrygoriy Fiodorovitch Kvitka-Ostovianenko datée du 18 novembre 1838 et envisageant la publication d'œuvres de Chevtchenko dans l'almanach Lastovka (« L'Hirondelle »),.
Le titre reprend le premier vers de la ballade.

## Musique
La mélodie habituelle est due au professeur et compositeur Danylo Yakovytch Kryjanivsky (1856-1894). Il l'avait dédiée à Marko Kropyvnytsky, dramaturge et acteur. Lorsque Kropyvnytsky arriva à Odessa en tournée avec une troupe ukrainienne, Kryjanivsky lui montra la partition avec sa dédicace. L'ayant exécutée au piano, Kropyvnytsky déclara qu'il s'agissait d'un chef-d'œuvre. Peu après, au cours d'une performance, alors que l'orchestre et les chœurs avaient entamé l'exécution, les gens dans la salle se levèrent et entonnèrent eux aussi la chanson. C'est ainsi qu'elle commença sa carrière et finit par devenir un hymne national en Ukraine.
Les deux premières éditions d'un recueil de chansons accompagnées des partitions (1884-1886), dans lequel figurait Rèvè ta stog'nè... furent saisies par la police tsariste. A la troisième tentative (1886), le texte de Chevtchenko fut pour la première fois publié accompagné de la partition de Danylo Kryjanivsky.

## Texte
| Texte ukrainien | Version phonétique française | Traduction littérale |
| --- | --- | --- |
| 1. Реве та стогне Дніпр широкий, Сердитий вітер завива, Додолу верби гне високі, Горами хвилю підійма. 2. І блідий місяць на ту пору Із хмари де-де виглядав, Неначе човен в синім морі, То виринав, то потопав. 3. Ще треті півні не співали, Ніхто ніде не гомонів, Сичі в гаю перекликались, Та ясен раз у раз скрипів. | 1. Rèvè ta stog'nè Dnipr chyrokyï Sèrdytyï vitèr zavyva, Dodolou vèrby g'nè vysoki, Horamy khvylïou pidiïma. 2. I blidnyï missiats na tou porou Iz khmary dè-dè vygliadav, Nènatchè tchovèn v synim mori, To vyrynav, to potopav. 3. Ch'tchè trèti pivni nè spivaly, Nikhto nidè nè homoniv, Sytchi v haiou pèrèklykalys' Ta iassèn raz ou raz skrypiv. | 1. Rugit et gémit le vaste Dniepr, Furieusement hurle le vent, Il courbe les hauts saules jusqu'à terre, Lève des vagues pareilles à des montagnes. 2. Et la lune blême à ce moment Émerge ici ou là d'un nuage Comme une barque dans une mer bleu sombre Qui tantôt se cabre, et tantôt plonge. 3. Les coqs n'ont pas encore chanté trois fois, Personne nulle part n'a fait de bruit, Les chouettes dans le bois se sont répondu Et le frêne a grincé de temps à autre. |

## Œuvres dérivées
Dans les années 1860, le compositeur ukrainien Zaremba Vladislav Ivanovytch a écrit un morceau pour piano sur ce poème.
En 1927, l'écrivain et compositeur Hnat Khotkevytch a écrit une œuvre chorale du même nom.
En 1939, le dramaturge Voloban Leonid Vitovytch, en collaboration avec Predslavytch Leonid Ioulianovytch, a écrit une pièce littéraire du même nom, qui évoque le destin tragique d'une jeune paysanne tombée amoureuse d'un jeune seigneur. La pièce reprend l'intrigue de la ballade de Chevtchenko, ainsi que des extraits d'autres de ses œuvres.
Dans les années 1930-1940, le chef d'orchestre et compositeur Yevgen Forostine a écrit une œuvre chorale du même nom.
En 1941, le peintre ukrainien Mykola Bouratchek a réalisé un tableau ainsi intitulé. Son homologue russe Boris Vassiliovitch Smirnov a fait de même en 1945.
En 1960, l'écrivain ukrainien Iouri Smolytch a écrit un roman portant le même titre, et dont la deuxième partie évoque les événements de la guerre civile en Ukraine.
En 1963, le peintre ukrainien Ivan Grygorovytch Apollonov a réalisé une œuvre décorative du même nom.
En 1964, le chef d'orchestre et compositeur Yevgen Teodorovytch Kozak a composé une œuvre chorale mixte (hommes et femmes) de ce nom.
Les orchestres des Forces armées de l'Ukraine exécutent le morceau de Kryjanivsky, retravaillé par O. Kabatchenko, uniquement à l'occasion de cérémonies funèbres (en raison du caractère solennel de la mélodie).
Il existe aussi une version politique détournée, enregistrée en 1962 mais qui fait référence aux événements de 1905, au cours desquels une manifestation pacifique à Saint-Pétersbourg est réprimée par l'armée impériale, causant au moins 96 morts : Ревэ та стогнэ люд голодный (« Rugit, gémit le peuple affamé »).